# Raymond Rouquet
Raymond Rouquet, né le 13 décembre 1916 à Millau et mort le 30 septembre 1984 dans la même ville, est un spéléologue, sauveteur et archéologue amateur français. Membre actif de la communauté spéléologique des Grands Causses, il est l’un des fondateurs du Spéléo-club des Causses en 1963.

## Biographie
Il commence la spéléologie en 1957, en rejoignant la section locale du Club alpin français de Millau. En 1963, lors de la création de la Fédération française de spéléologie, il contribue à la fondation du Spéléo-Club des Causses et en prend la direction jusqu’en 1972.
Esprit curieux et manuel, Raymond Rouquet est aussi connu pour avoir conçu ses propres poulies et freins à une époque où le matériel était rudimentaire.

## Explorations et découvertes archéologiques
Raymond Rouquet a mené ou participé à plusieurs campagnes de fouilles dans des cavités du Sud de la France :
- Grotte Unal (Peyre, Aveyron) : en collaboration avec Jean Gouzes : il met au jour plusieurs objets de l’Âge du bronze, dont des boutons en tôle de bronze, des bagues, une hache, une pointe de flèche, ainsi que des céramiques décorées[3].
- Dolmen de Navas (Castelnau-Pégayrols, Aveyron) : il découvre un bouton en tôle de bronze et des perles annulaires en reprenant les déblais d’une fouille antérieure[3].
- Grotte de La Médecine (Verrières, Aveyron) : il participe à son exploration, notamment en 1960 en tant que plongeur spéléo. Il contribue à la récupération d’un riche mobilier funéraire de l’Énéolithique : haches de cuivre, vases, perles, outils en os et en bois de cerf[4].
- Grotte de La Graillerie (Verrières, Aveyron) : en 1960, avec Jean Pomié, il dégage une galerie sépulcrale contenant plusieurs couches d’inhumation et du mobilier lithique[4].

Les objets découverts ont alimenté les collections des musées de Millau, Rodez et Toulouse.

## Distinctions
Il reçoit le prix Auguste Monjols de la ville de Millau pour ses nombreux sauvetages réalisés avant la création officielle des secours spéléologiques.

## Héritage
Homme de terrain, d’une grande endurance et doté d’un contact humain chaleureux, Raymond Rouquet a joué un rôle clé dans la transmission de la spéléologie au grand public. Il a initié de nombreuses vocations grâce aux premières sorties d’initiation qu’il a organisées dans la région des Causses.